# Pilocosta erythrophylla
Pilocosta erythrophylla là một loài thực vật có hoa trong họ Mua. Loài này được (Gleason) Almeda & Whiffin miêu tả khoa học đầu tiên năm 1980.